# James E. Slaughter
James Edwin Slaughter (juin 1827 - 1er janvier 1901) est un officier de carrière de l'armée des États-Unis et ingénieur civil après la guerre. Après avoir servi lors de la Guerre américano-mexicaine, il choisit de rejoindre la Confédération lors de la guerre de Sécession et atteint le grade de brigadier-général de l'armée des États confédérés.

## Avant la guerre
Il est né à Cedar Mountain, en Virginie, fils aîné de Daniel French Slaughter  et de Letitia Madison, petit-neveu du président James Madison et petit-fils du général William Madison.
Il va à l'institut militaire de Virginie à Lexington, en Virginie, du 6 août 1845 jusqu'à sa démission le 6 juillet 1846 pour accepter une commission dans l'armée des États-Unis comme second lieutenant dans le régiment de voltigeurs et de fusiliers (Voltigeurs and Foot Riflemen) nouvellement formé qui doit combattre lors de la guerre américano-mexicaine,.
Slaughter accompagne le général Winfield Scott et son armée dans la ville de Mexico comme second lieutenant pendant la guerre. Il est le premier à informer le gouvernement mexicain de la supercherie des revendications de Well et Labra.
Après la fin de la guerre, il est transféré dans le 1st U.S. Artillery en juin 1848 et il sert avec ce régiment jusqu'au déclenchement de la guerre de Sécession, en 1861. Il est promu premier lieutenant en 1852. En tant que Virginian, il est renvoyé de l'armée en mai 1861 et rejoint rapidement l'armée confédérée.

## Guerre de Sécession
Il reçoit une commission de premier lieutenant dans le corps de l'artillerie de l'armée des États confédérés, mais devient bientôt inspecteur général dans l'état-major du général P. G. T. Beauregard après le transfert de ce dernier dans le département de l'Alabama et de la Floride de l'ouest. Après le bombardement de Pensacola, au cours duquel le lieutenant Slaughter  rend de précieux services sous le feu, le général Beauregard signale que, probablement, plus que quiconque dans son commandement, il est redevable pour le travail patient et la vigilance incessante à l'organisation et l'instruction des troupes. En novembre 1861, il est promu commandant.
Beauregard recommande vivement la promotion de Slaughter au grade de brigadier-général, qui est obtenue le 8 mars 1862. Slaughter devient inspecteur général adjoint du général Albert Sidney Johnston, lors de la bataille de Shiloh.
En mai 1862, il est nommé chef de l'inspection générale du département de l'armée du Mississippi, sous les ordres du général Braxton Bragg. Il poursuit dans ce poste lors de la campagne du Kentucky et est ensuite affecté à la responsabilité des troupes de Mobile, en Alabama, ce port étant menacé par une invasion fédérale.
En avril 1863, le brigadier général Slaughter est transféré à Galveston, au Texas, en tant que chef de l'artillerie pour le général John Bankhead Magruder. Plus tard dans l'année, il reçoit la responsabilité du sous-district oriental du Texas et le commandement de toutes les troupes de la deuxième division. Pendant le reste de la guerre, il joue un rôle important dans les affaires confédérées au Texas, assurant pendant un certain temps les fonctions de chef d'état-major.

## Après la guerre
Après la reddition de Lee à Appomattox Court House, le brigadier général Slaughter traverse la frontière vers le Mexique, où il reste pendant plusieurs années et travaille comme ingénieur civil. Il retourne travailler à Mobile, en Alabama puis s'installe finalement à la Nouvelle-Orléans.
Lors d'une visite de la ville de Mexico, James Slaughter tombe malade et en fin de compte meurt d'une pneumonie le 1er janvier 1901. Il ne s'est jamais marié.
Il est enterré dans le cimetière national de la ville de Mexico.